# Павлов, Фёдор Павлович (Герой Советского Союза)
Фёдор Па́влович Па́влов (1915—1942) — младший командир Рабоче-крестьянской Красной Армии, участник советско-финской войны, Герой Советского Союза (1940).

## Биография
Фёдор Павлов родился 18 июня 1915 года в деревне Ерилово (ныне — в Новоуситовской волости, Палкинский район Псковской области). После окончания семи классов школы работал в колхозе. В 1937 году Павлов был призван на службу в Рабоче-крестьянскую Красную Армию. В 1939 году он окончил полковую школу.
Участвовал в боях советско-финской войны, будучи командиром танка БХМ 37-й отдельной роты боевого обеспечения 35-й легкотанковой бригады 7-й армии Северо-Западного фронта. 17 декабря 1939 года экипаж Павлова в районе высоты 65,5 за вторыми надолбами выжег огнём из траншей пехоту противника и совместно с частями 123-й стрелковой дивизии занял траншеи. В этом же бою Павлов подойдя к ДОТу огнемётной струёй блокировал амбразуры и выйдя из танка забросал ДОТ ручными гранатами. 6 февраля 1940 года при блокировке ДОТа № 34 на участке 85-го стрелкового полка, эвакуировал под сильным огнём противника трёх раненных из танка Т-28 20-й тяжёлой танковой бригады. 7 февраля под огнём противника во время блокировки ДОТа № 35 эвакуировал раненного начальника блокировочной группы лейтенанта П. Ф. Юрченко и и его механика водителя. 8 февраля 1940 года при блокировке ДОТа № 40 на участке 85-го стрелкового полка, после выхода из строя танка командира взвода принял командование на себя и перекрыл амбразуры ДОТа и держал их закрытыми для обстрела до 7 утра 9 февраля. 11 февраля вывез с поля боя четырёх человек из подбитого танка Т-28. 12 февраля под сильным огнём противника вытащил из подбитого танка механика-водителя Анисимова и на себе эвакуировал с поля боя, после чего вернувшись к подбитому танку вынес с поля боя два станковых пулемёта, расчёты которых были выведены из строя. В ночь с 12 на 13 февраля участвуя в эвакуации подбитых машин находящихся в 150 метрах от противника первый дополз и надел буксировочные цепи, чем обеспечил успешную эвакуацию. В этот же день находясь в расположении 85-го стрелкового полка вёл наблюдение за ДОТом № 34, взял винтовку у убитого снайпера и вёл огонь по перебегавшему противнику в течение всего дня.
Указом Президиума Верховного Совета СССР от 21 марта 1940 года за «образцовое выполнение боевых заданий командования на фронте борьбы с финской белогвардейщиной и проявленные при этом отвагу и геройство» младший командир Фёдор Павлов был удостоен высокого звания Героя Советского Союза с вручением ордена Ленина и медали «Золотая Звезда» за номером 431.
В годы Великой Отечественной войны Павлов остался в оккупации для подпольной работы и был расстрелян немецко-фашистскими захватчиками 30 марта 1942 года в Острове. Похоронен в деревне Шабаны Палкинского района Псковской области.

## Награды
- Герой Советского Союза (21 марта 1940, медаль «Золотая Звезда» № 431)[2];
- орден Ленина (21 марта 1940)[2].